# Stanley Vann
William Stanley Vann (* 15. Februar 1910 in Leicester; † 27. März 2010) war ein britischer Komponist, Organist und Chorleiter.

## Leben
Vann hatte ab dem sechsten Lebensjahr Klavierunterricht und war ab 1925 Klavierschüler von Victor Thomas. 1927 wechselte er zur Orgel, zugleich studierte er Gesang und Dirigieren bei der Humberstone und der Victoria Choral Society und erhielt Diplome des Royal College of Music und des Royal College of Organists. 1931 wurde er Zweiter Organist an der Kathedrale von Leicester unter George Charles Gray. Daneben übernahm er die Stelle des Chorleiters der Leicester Philharmonic Society unter der Leitung des Dirigenten Henry Wood.
Zwei Jahre später wechselte er als Organist an die Gainsborough Parish Church. Er unterrichtete dort an den Schulen der Stadt, leitete den Breckin Choir in Doncaster, außerdem leitete er in Leicester Proben von Malcolm Sargents Leicester Symphony Orchestra und gab Privatunterricht. 1939 wurde er Organist an der Holy Trinity Church in Leamington Spa, wo er auch den Leamington Spa Bach Choir und 1940 das Warwickshire Symphony Orchestra gründete. Von 1942 bis 1946 leistete er Kriegsdienst in der Royal Artillery. Nach dem Krieg erwarb er unter Leitung von George Oldroyd und Edward Bairstow den Bachelorgrad.
1949 wurde Vann zum Organisten der Kathedrale von Chelmsford bestellt. Daneben wirkte er als Professor für Harmonielehre und Kontrapunkt am Trinity College of Music, Dirigent der Chelmsford Singers und Gründungsdirigent des Essex Symphony Orchestra. 1953 wurde er Organist und Master of Music der Kathedrale von Peterborough. Diese Stelle hatte er bis zu seinem Ruhestand 1977 inne. Er dirigierte in dieser Zeit auch den Peterborough Philharmonic Choir und das Peterborough Philharmonic Orchestra sowie die Aeolian Singers, war Special Commissioner der Royal School of Church Music und Mitglied des Vorstandes und der Prüfungskommission des Royal College of Organists und Juror bei Festivals in Großbritannien, Kanada und Hongkong. Mit dem Peterborough Philharmonic Choir unternahm er Konzertreisen und trat in der Kathedrale Notre-Dame de Paris und beim Flanders Festival in Tongeren auf. 1971 verlieh ihm der Erzbischof von Canterbury einen Ehrendoktortitel (for long and eminent services to church music).
Im Ruhestand zog sich Vann in das Dorf Wansford zurück, wo er sich weiter der Komposition und Lehrtätigkeit widmete. Zu seinem 80. Geburtstag wurde er mit einem Vann Evensong geehrt und zum Präsidenten und Gastdirigenten des Essex Symphony Orchestra ernannt. Auch in den Folgejahren erlebte er zahlreiche Aufführungen seiner Werke. Zu seinem 90. Geburtstag wurden in der All Saints Church neben seiner London Cantata Mass und dem Magnificat in E auch Kompositionen für Solostimme, Flöte und Orgel aufgeführt. 2005 nahm Gary Sieling an den Orgeln der Kathedrale von Chelmsford die wichtigsten Orgelwerke Vanns auf.
Das kompositorische Werk Vanns umfasst u. a. 117 Anthems, Motetten und Carols, 13 Messen (u. a. die Billingshurst Mass), 77 Orgelwerke, sieben Hymnen und 32 Chants.